# Laban Centre
Pour les articles homonymes, voir Laban.
Le Laban Centre a été fondé à Manchester en 1948 par Rudolf Laban, sous l'appellation de Art Movement Studio. Il s'est installé à Londres en 1975 sous la nouvelle dénomination de Laban Centre for Movement and Dance, plus communément appelé Laban Centre.
Le nouveau bâtiment construit dans le district londonien de Lewisham est l'œuvre des architectes Herzog & de Meuron dont le travail est récompensé par le prix Stirling en 2003. Il se caractérise par une enveloppe semi-transparente en polycarbonate qui est colorée par un éclairage durant la nuit.

## Personnalités liées
- Caroline Denervaud, artiste plasticienne et danseuse suissesse, née en 1978, qui y a effectué sa formation.

## Note
1. ↑  RIBA Stirling Prize - gagnant 2003